# 厚穗狗尾草
厚穗狗尾草（学名：Setaria viridis sp. pachystachys）为禾本科狗尾草属下的一个亚种。其种加词“viridis”意为“绿色的”。